# Макшаки
Макшаки́ (рос. Макшаки) — присілок в Сарапульському районі Удмуртії, Росія.
Присілок розташований на правому березі річки Волгозіха, у місці, де до неї впадає її ліва притока Воронеша.
Урбаноніми:
- вулиці — Зарічна, Зелена, Лучна, Набережна, Польова, Трактова, Центральна
- провулки — Трактовий, Центральний

## Населення
Населення становить 49 осіб (2010, 34 у 2002).
Національний склад (2002):
- росіяни — 100 %